# 德國統一日
德国统一日（德語：Der Tag der Deutschen Einheit），即現代德国的國慶日，此為两德统一後的德國聯邦政府所規定的全国法定假日，目的是为了纪念1990年10月3日，原德意志联邦共和国（原西德）和原德意志民主共和国（原东德）正式宣布统一的国家性节日。同时，这一天也是德国五个新联邦州的成立日。

## 德国国庆日的历史

### 1919年以前
1871年以前德国的各个邦国各自庆祝国王加冕的日子。1871年德国统一，德意志帝国随之建立並廢除眾多舊有之国庆日。当时民眾以庆祝色当日（9月2日）作為國慶，以此来纪念1870年9月2日普法战争中具有决定性意义胜利的色当会战，但这一纪念日并没有被当时的德皇威廉一世批准为官方纪念日。
1871年统一之后，德国出现了三种国庆日的方案，包括最為普及的色當日、威廉一世登基日（1月18日，代表德意志帝國正式成立及德國正式統一）及5月10日（簽訂法兰克福条约，普法戰爭勝利日），人们当时并未就此达成共识。直到1873年色当日逐渐超过1月18日和5月10日的方案而获得承认。色当日不久之后也在德国的大学中和德国的许多地方被庆祝。然而这一天从没有被被摆在「帝国游行」或者德皇生辰之前。一些州如普鲁士的文化部决定，将色当日作为官方纪念日在学校庆祝。最後威廉一世拒绝了其他普及的建议，並採用了帝國成立的1月18日方案。由於威廉一世為紀念普魯士第一位國王腓特烈一世而選擇與其同日登基，所以1月18日同時為前普魯士成立之國慶日。

### 魏玛共和国
1919年8月11日德国联邦大总统弗里德里希·艾伯特签署了魏玛宪法。为了纪念德國民主的诞生之日，8月11日被定位宪法日作为魏玛共和国的国庆日。

### 纳粹时代
1933年纳粹党掌权后不久就把每年的5月1日即国际劳动节定为了德国国庆日。这一天同时也会让人联想到德国传统的瓦普基司之夜，人们在这天跳的“五月之舞”这构成了纳粹世界观的最重要两个方面。但此節日1933年慶祝過一次后旋即和德國工會一起被废除。1939年的3月1日，希特勒宣布11月9日是“运动纪念日”（参见啤酒馆暴动），并将这一天定为國慶。

### 德意志联邦共和国（西德）
从1954年到1990年，西德以紀念東德六一七事件的6月17日作為国庆日。1963年起这一天被联邦总统公告为“德国人民纪念日” 。

### 德意志民主共和国（东德）
東德於1949年10月7日正式成立，此後直至1990年解體，每年的10月7日被定為國慶「共和国日」

### 重新统一

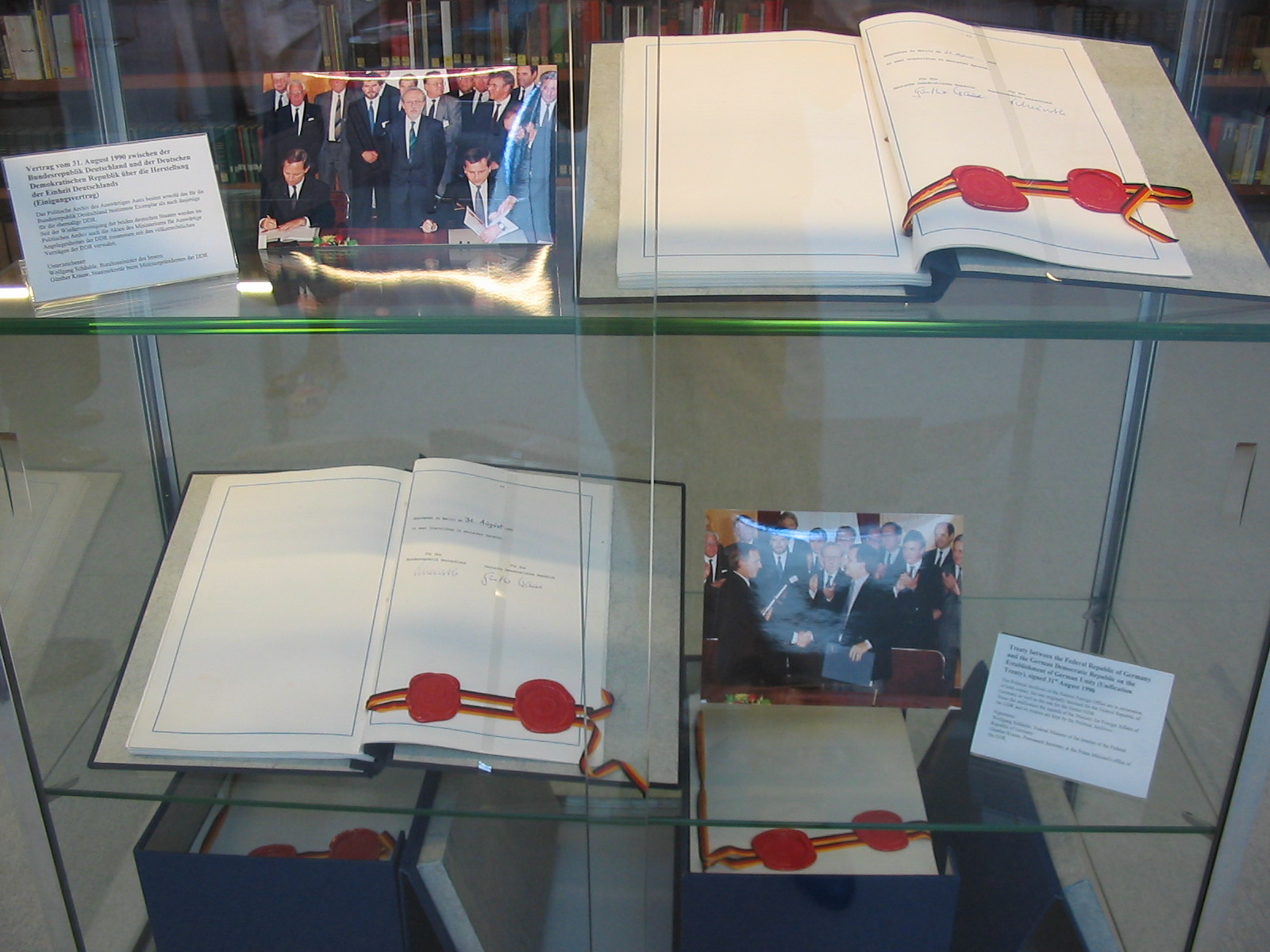
两德统一条约

於柏林圍牆在1989年11月9日倒塌以後，東德人民希望11月9日能够成为新国家的国庆日。但是由于这一天恰好与1923年的啤酒馆政变和1938年的水晶之夜日期相同（此日被许多历史学家称为德国的命运之日），不适合作为国庆日，因此最後德国重新统一的10月3日被定为了德国的国庆日。

### 1990年的发展
第二次世界大战结束以后在柏林的德国国会大厦的第一次有了一个由全德国人民选举出的代表全德国的议会。这在德国统一条约的第2条中被予以确认，同时联邦法律确定了“德国统一日”为德国联邦级别唯一的一个的法定节假日。其他所有的节假日均为联邦州级别。

这次选举定在10月3日的原因是因为东德担心经济和政治上的崩溃，因此统一的时间定在了最早的可能时间，即10月2日召开的欧洲安全与合作组织外交部长会议之后1天。这次会议要向各国外长通报最终解决德国问题条约的内容。7月初两德已就统一的时间表基本达成共识，10月14日将在前东德新成立的联邦州进行选举。在接下来有关统一的谈判中，两德都存在着选举权和日期的讨论。鉴于东德日渐恶化的经济状况，东德部长会议主席洛塔尔·德梅齐埃在1990年的东德人民议院选举之后，寻求尽快完成统一。8月初西德联邦议会通过了东德新联邦州选举时间为10月14日，以及全德国选举提前到12月2日的决定。

全国选举前8周的1990年10月7日，候选人的名单被公布。西德内阁对统一的时间做了如下表态：“联邦政府认可10月2日后所有的时间”。最后统一时间的确定是在8月22日东德部长会议主席洛塔尔·德梅齐埃提出的一次人民议院特别会议会议上作出的，这次会议开始于柏林时间21点。经过激烈的讨论之后人民议院主席扎比内·贝格曼-波尔在柏林时间8月23日2时30分宣布表决的结果：
|  | 德意志民主共和国人民议院决定德意志民主共和国从1990年10月3日起依据德国基本法第23条加入德意志联邦共和国。共有发出363张选票，没有废票，294位议員投票赞成，62位议员反对，7位弃权。 |

|  | 女士们，先生们，我相信，这是一个历史时刻。我们作出这个决定十分不易，但是我们今天的这个决定是对德意志民主共和国的人民负责，来满足他们意愿。我感谢所有人，所有越过党派的界限使这一决定成为可能的人。 |

在此之后不久当时的统一社会党-民主社会党主席格雷戈尔·吉西对此的表示了遗憾：“现在议会不存在了，德意志民主共和国也在1990年的10月3日不再存在了”。

### 重新确定为国庆日

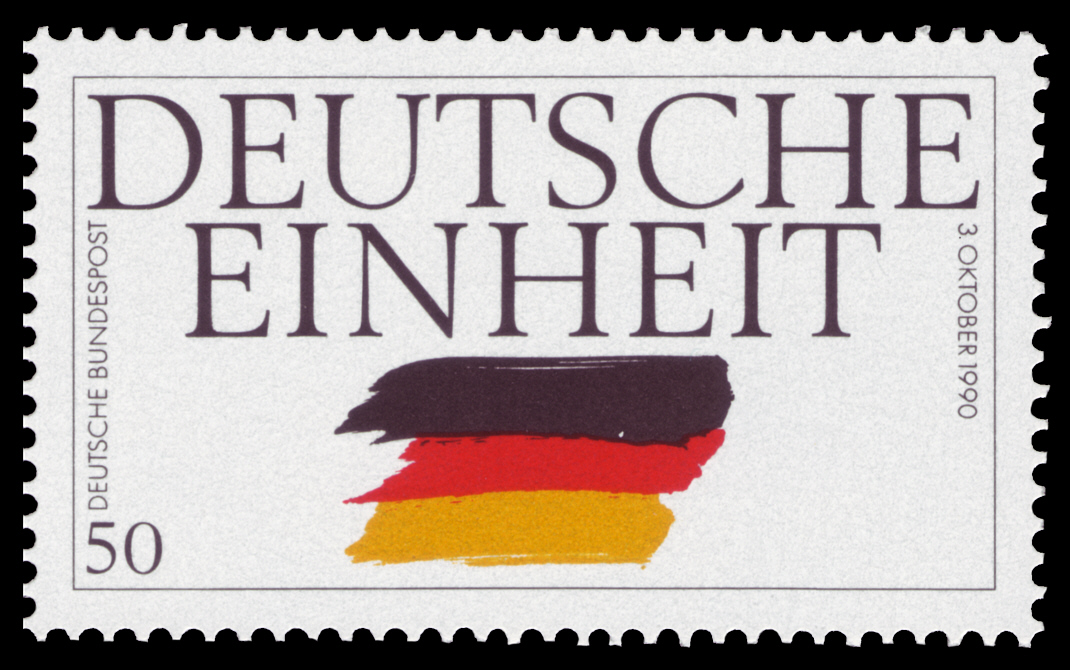
两德统一后的首张邮票

由于1990年8月23日在两德的统一条约中确定了统一后德国的国庆日，因此这一年西德在6月17日和10月3日庆祝了两次“国庆日”。1990年10月3日，重新统一后的德国国旗第一次在柏林的德国国会大厦前升起。
东德通过加入西德的协议，使得德国基本法的适用范围拓展到全德国。接受这一法律后，两德统一，就像之前东德人民希望能够自由的选举东德人民议院一样，变成了可能。

## 2004年关于改期的争议
2004年11月3日当时的德国联邦总理格哈特·施罗德建议将“德国统一日”改在周日庆祝，以此来辅助德国经济的成长。取代10月3日两德统一将在10月的第一个周日被庆祝。他的这一改期的建议遭到了许多方面的反对，其中包括当时的德国联邦总统霍斯特·克勒以及当时的德国联邦议会主席沃尔夫冈·蒂尔泽。一些民众担心这一建议会使工作时间加长，还有一些人担心这会使国庆日被忽视。最终，经过短暂但激烈的讨论，这一建议未被采用。

## 官方庆祝活动
1990年起官方的庆祝活动在联邦参议院任轮值主席的联邦州的首府举行。 根据“柯尼施泰因协定”各州按照人口数的倒序进行排列。目前的轮值顺序适用到2016/17年，与实际的人口数的顺序有所背离，这是因为它是在1990年12月20/21日慕尼黑的州长会议上通过的，在此之后德国出现了很大的国内人口流动。2011年的官方纪念活动也没有按照这一规则在北莱茵-威斯特法伦的州府杜塞尔多夫举行，而是在联邦城市波恩举行。
到目前为止官方的纪念活动如下：
| - 1990年 柏林 - 1991年 汉堡 - 1992年 什未林，梅克伦堡-前波美拉尼亚首府 - 1993年 萨尔布吕肯，萨尔首府 - 1994年 不来梅，不来梅州首府 - 1995年 杜塞尔多夫，北莱茵-威斯特法伦首府 - 1996年 慕尼黑，巴伐利亚首府 - 1997年 斯图加特，巴登-符腾堡首府 - 1998年 汉诺威，下萨克森首府 - 1999年 威斯巴登，黑森首府 - 2000年 德累斯顿，萨克森首府 | - 2001年 美因茨，莱茵兰-普法尔茨首府 - 2002年 柏林 - 2003年 马格德堡，萨克森-安哈尔特首府 - 2004年 艾福特，图林根首府 - 2005年 波茨坦，勃兰登堡首府 - 2006年 基尔，石勒苏益格-荷尔斯泰因首府 - 2007年 什未林，梅克伦堡-前波美拉尼亚首府 - 2008年 汉堡 - 2009年 萨尔布吕肯，萨尔首府 - 2010年 不来梅，不来梅州首府 - 2011年 波恩，位于北莱茵-威斯特法伦，德国联邦市，1949年到1990年为联邦首都 - 2012年 慕尼黑，巴伐利亚首府 - 2013年 斯图加特，巴登-符腾堡首府 - 2014年 汉诺威，下萨克森首府 - 2015年 美茵河畔法兰克福，黑森最大城市 - 2016年 德累斯顿，萨克森首府 - 2017年 美因茨，莱茵兰-普法尔茨首府 - 2018年 柏林 - 2019年 基尔，石勒苏益格-荷尔斯泰因首府 - 2020年 波茨坦，勃兰登堡首府 - 2021年 萨勒河畔哈雷，萨克森-安哈尔特最大城市 - 2022年 艾福特，图林根首府 |

## 其他庆祝活动
近年来在柏林的勃兰登堡门和六月十七大街这一天都会有音乐会等活动。穆斯林社团从1997的这天起也把这一天定为“清真寺开放日”，以此来表达德国穆斯林能够参与到德国主流社会中的愿望。

## 20週年庆典
为纪念两德统一20周年，德国联邦财政部发行了10欧元的纪念银币和50欧分的纪念邮票。

## 链接
- （德文）国家象征:德国统一日 （页面存档备份，存于） 德国联邦公民教育局
- （德文）2010年德国统一日纪念活动官方网站
- （德文）2011年德国统一日纪念活动官方网站
- （德文）柏林墙编年史，1990年10月
- （德文）影像：东德人民议院于1990年8月23日决定加入联邦德国